# Trichoniphona albomarmorata
Trichoniphona albomarmorata – gatunek chrząszcza z rodziny kózkowatych i podrodziny zgrzypikowych. Jedyny przedstawiciel rodzaju Trichoniphona.

## Zasięg występowania
Gatunek ten występuje w Indiach, notowany w stanie Sikkim.